# Siamo in due
Siamo in due è un album del 1995 della cantante e cantautrice Ivana Spagna.

## Il disco
L'album, il primo in lingua italiana della cantante, è stato pubblicato dopo la partecipazione di Spagna al Festival di Sanremo 1995 con il brano Gente come noi, con cui la cantante si aggiudicherà un buon terzo posto alla grande manifestazione canora italiana.
L'album contiene canzoni di cui la stessa Spagna è coautrice.
Successivamente alla canzone sanremese seguono i singoli Davanti agli occhi miei, Siamo in Due e Come il Cielo che avrà anche un remix firmato Gam Gam e raggiungerà la posizione nº 10 nella classifica dei singoli. La promozione dell'album termina solo nel periodo natalizio di quell'anno, quando esce il brano Un Natale che non finirà.
La canzone Il cerchio della vita incisa per la colonna sonora italiana del film Il re leone e inclusa in questo album, è il brano che l'anno precedente aveva segnato la prima interpretazione in lingua italiana di Ivana Spagna dopo una lunga serie di successi in lingua inglese.

## Successi di vendita
L'album ottiene un ampio successo arrivando a vendere più di 400 000 copie, diventando uno degli album tra le artiste femminili più venduto dell'anno in Italia ed assicurando ad Ivana Spagna un grande successo anche come interprete in lingua italiana.

## Tracce
1. Davanti agli occhi miei
2. Siamo in due
3. Mai
4. Chiamami
5. Come il cielo
6. Il cerchio della vita
7. Gente come noi
8. A pugni chiusi
9. Uno come te
10. Un Natale che non finirà

## Formazione
- Ivana Spagna – voce, cori
- Gianni Salvatori – chitarra, cori
- Fio Zanotti – tastiera, pianoforte
- Gabriele Barlera – programmazione
- Giorgio Theo Spagna – tastiera, programmazione, pianoforte
- Massimo Pacciani – batteria
- Cesare Chiodo – basso
- Angelo Valsiglio – tastiera, pianoforte
- Marco Soncini – chitarra
- Eric Buffat – tastiera, cori, pianoforte
- Stefano Cantini – sax
- Alex Baroni, Linda Wesley, James Thompson, Emanuela Cortesi, Lalla Francia, Paola Folli, Silvio Pozzoli, I Piccoli Cantori di Milano – cori

## Classifiche
| Classifica (1995) | Posizione massima |
| ----------------- | ----------------- |
| Italia            | 4                 |